# Мар'ян Ціхош
Мар'ян Ціхош (пол. Marian Cichosz; нар. 17 червня 1954, Мосьциська, Польща) — польський державний чиновник і політик, сенатор четвертого скликання, з 2007 по 2009 Державний секретар Міністерства юстиції, з 2011 до 2014 року віце-президент Верховної контрольної палати, а потім генеральний консул Польщі в Гамбурзі.

## Біографія
Закінчив факультет права і адміністрації Університет Марії Кюрі-Склодовської в Любліні про. Він працював в Об'єднана народна партія. Він працював в органах прокуратура і Юрисконсульт. У 1994—1997 роках він служив губернатором Холма. Він був також віце-президент провінційного ради Добровільна пожежна бригада в Холмі. У 1997 році він був в провінції Холм обраний сенатором  четвертий член від імені Польська селянська партія. У 2000 році він відмовився від свого мандата і став директором Люблінської Делегації у Верховну контрольну палату.
26 листопада 2007 було Держсекретаря в Міністерство юстиції. 20 січня 2009 звільнений із займаної посади. 16 вересня 2011 призначають на посаду віце-президента Вищої контрольної палати по спікер парламенту Схетина. У 2014 році був звільнений з цієї функції, на посаду генерального консула Польщі в Гамбурзі.